# حي الجسر
حي الجسر أحد احياء مدينة الخبر يقع حي الجسر على ساحل الخليج العربي من جهة الشرق، وإلى الجنوب من مدينة الخبر، يتميز الحي بوجود جسر الملك فهد وبالتالي فإن الحي يعتبر المدخل الرئيسي بين المملكة العربية السعودية ومملكة البحرين , ويجاوره من الجنوب المحطة العامة لتحلية المياه المالحة بالخبر، كما يجاور الحي مجمع جراند مول في مدينة الشبيلي الساحلية وسيكون واحد من أكبر المجمعات التجارية في المنطقة.

## أصل تسمية حي الجسر
نسبه لـ جسر الملك فهد الذي يصل بين المملكة العربية السعودية ومملكة البحرين حيث يصل طوله إلى 25 كم في عمق الخليج العربي.

## المنتزهات والحدائق
متنزه الشيخ علي العبد الله التميمي في حي الجسر تبلغ مساحتها 2300م2

## مساجد وجوامع حي الجسر
- جامع الدوسري
- جامع سعيد بابيضان (أسعد بن زرارة سابقا)
- مسجد سرور الحافي
- مسجد الأبراهيمي
- جامع عائشة
- مسجد الريان
- مسجد الفرقان
- جامع الوالدين
- جامع الفوزان
- مسجد أبن تيمية
- مسجد المسيعيد
- مسجد بن دايل
- جامع العريفي
- مسجد طلال بن عدنان العمور

## الوزرارت و المؤسسات الحكومية
- إدارة الأحوال في الخبر
- مركز شرطة العزيزيه
- الإدارة العامة للمجاهدين بالمنطقة الشرقية
- هيئة الشواطئ
- فرع مكتب العمل

## المدارس
- مدارس الجسر الأهلية للبنات رياض أطفال \ ابتدائي تأسست عام 1422هـ وتقع على شارع الأربعين
- مدرسة الجسر الابتدائية للبنين
- مدرسة يحيى بن معين الابتدائية
- مدرسة الجسر المتوسطة
- مدرسة الخزامى الثانوية
- مدرسة الأوئل الأبتدائيه
- مدرسة الملك فهد الأهلية
- الثانوية السابعة بالجسر
- مدرسة الأوائل المتوسطة
- مدرسة الأوائل الثانوية
- مدارس الدرعية الأهلية
- المتوسطة التاسعة بالخبر